# Francesco Benedetti

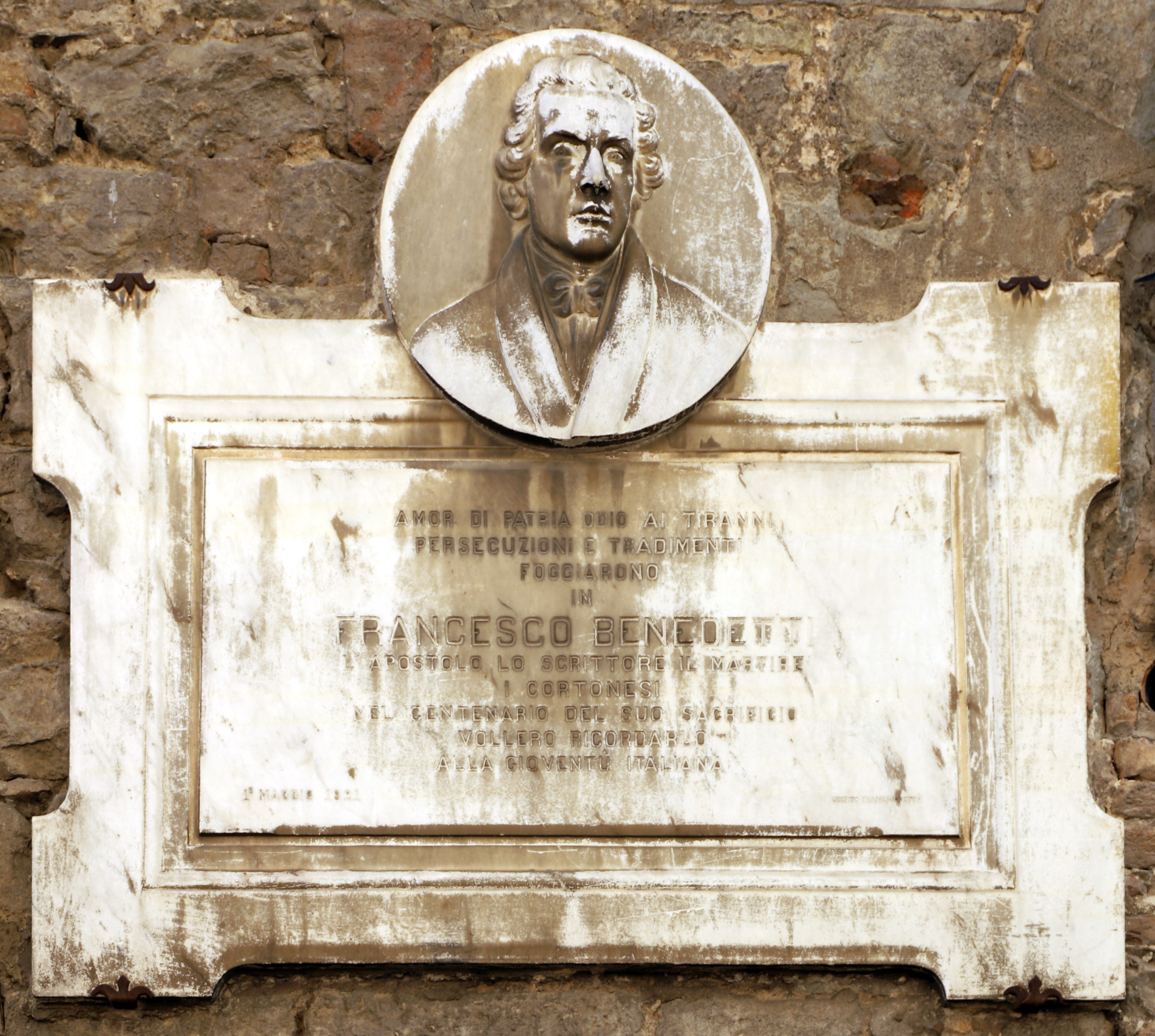
Lapide a Francesco Benedetti a Cortona

Francesco Benedetti (Cortona, 5 ottobre 1785 – Pistoia, 1º maggio 1821) è stato un poeta e scrittore italiano.

## Biografia
Nato nel 1785 a Cortona da una famiglia di commercianti caduta in miseria, studiò dapprima a Foiano nella Val di Chiana sotto la guida di un parroco suo parente, poi nel seminario di Cortona e infine, privo di vocazione religiosa, lasciato il seminario nel 1804, in un collegio di Pisa ove si laureò in legge nel 1809. 
Negli anni del collegio si affiliò alla Carboneria sin dal 1804, e fece amicizia con alcuni tra i suoi professori. 
Le sue difficili condizioni economiche, i bisogni della famiglia di origine, la necessità di trovare un'occupazione, lo spinsero a comporre odi in favore dei potenti del tempo: inneggiò alla nascita del figlio di Napoleone, Napoleone Francesco, meglio conosciuto con il titolo di re di Roma, e, successivamente, in onore sia di Gioacchino Murat, sia del restaurato granduca di Toscana Leopoldo II.
Nominato nel 1814 principe dell'Accademia degli Incolti, Benedetti fu autore di numerose tragedie, delle quali solo alcune vennero rappresentate, ispirate ai modelli dell'Alfieri del Metastasio e, le ultime che scrisse, a quelli shakespeariani. Compose, inoltre, alcune liriche.
Sempre tormentato dalle ristrettezze economiche, scontento per l'Italia post-napoleonica, coinvolto nei processi carbonari del 1821 (fu emesso un mandato di arresto nei suoi confronti), Benedetti progettò di fuggire all'estero, ma il proponimento non ebbe seguito.
Giunto a Pisa, un suo vecchio professore del collegio ove aveva concluso i suoi studi, Carmignani, gli suggerì di rifugiarsi nella villa dell'amico Giovanni Caselli, nei pressi di Lucca, ma il personale della villa lo allontanò. Disilluso e sconfortato, si suicidò a Pistoia a trentacinque anni nel 1821.

## Opere

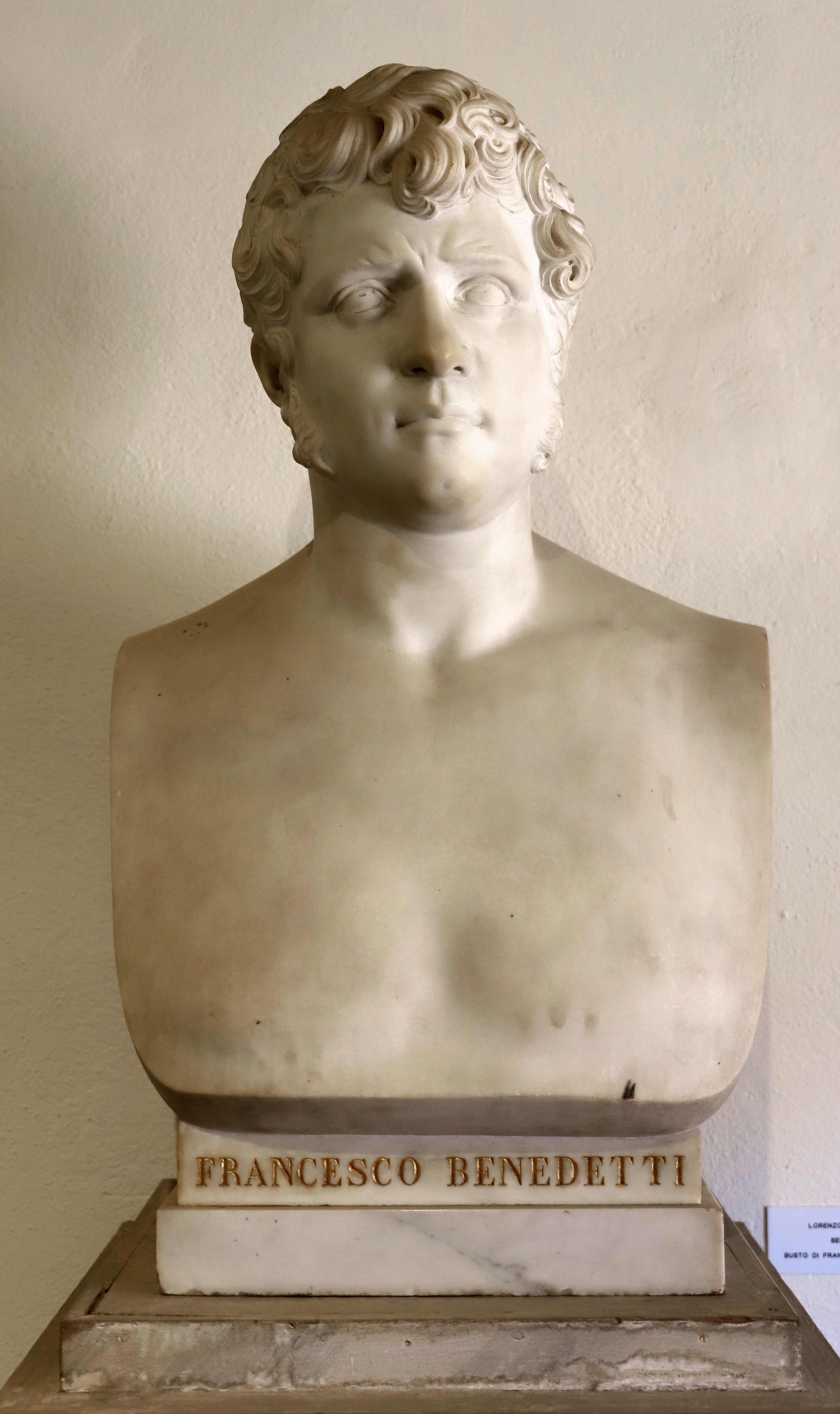
Il busto di Francesco Benedetti conservato nei locali dell'Accademia Etrusca di Cortona dal 7 giugno 1868. Scolpito da Odoardo Fantacchiotti, è una copia in marmo di un gesso scolpito da Lorenzo Bartolini fra il 1817 e il 1818, oggi ospitato nel Salone dell’Ottocento delle Gallerie dell’Accademia di Firenze.

### Tragedie
- Telegono, 1812
- Druso, 1813
- La congiura di Milano, 1815
- Gismonda, 1815
- Tamerlano, 1816
- Pelopea, 1817
- Timocare, 1817
- Riccardo III, 1819
- Gli Eleusini, 1819
- Telefo, 1820,
- Cola de Rienzo, 1820-21.

Una raccolta delle tragedie fu pubblicata postuma:
- Tragedie di Francesco Benedetti da Cortona, 3 voll., Firenze, presso i fratelli Benedetti, 1822.

### Altri scritti
- Per la nascita del Re di Roma, 1811
- Discorso intorno al teatro italiano, 1816
- Orazione per l'anniversario della nascita di Torquato Tasso, 1816
- Rime, 1818
- Avvertimenti del dotto, e saggio vecchio Guidone padre di famiglia dati in luce da Francesco Benedetti da Como, 1818[3]
- Vite degli illustri cittadini italiani paragonate cogli antichi... e coi moderni, 1818

### Postumi
- Lettere inedite di F. Benedetti pubblicate per cura del comune di Cortona il giorno 5 ottobre 1885, primo centenario del poeta, 1885
- Per il primo centenario della nascita di Francesco Benedetti da Cortona: lettera inedita del Benedetti all'ab. Sebastiano Ciampi filologo pistoiese,  Introduzione di F. Maestripieri. 1885
- Ode scritta in occasione del monumento eretto in Firenze all'Alfieri nel 1810, 1887.

### Testi consultabili in rete
- Druso. Tragedia di Francesco Benedetti di Cortona, Google libri
- Discorso di Francesco Benedetti intorno al teatro italiano, Google Libri.

Nel 1858, l'editore Le Monnier pubblicò una raccolta dei suoi scritti:
- Opere di Francesco Benedetti, per cura di F. S. Orlandini, 2 voll., Firenze, F. Le Monnier, 1858. Il testo del primo volume consultabile in Google libri